# فالنتينو بليك
فالنتينو بليك (بالإنجليزية: Antwon Blake)‏ هو لاعب كرة قدم أمريكية أمريكي، ولد في 8 أغسطس 1990 في جاكسونفيل في الولايات المتحدة.

## وصلات خارجية
- فالنتينو بليك على موقع مرجع كرة القدم المحترفة.كوم (الإنجليزية)